# 15343 Von Wohlgemuth
15343 Von Wohlgemuth eller 1994 PB1 är en asteroid i huvudbältet som upptäcktes den 15 augusti 1994 av Farra d'Isonzo-observatoriet i Farra d'Isonzo. Den är uppkallad efter upptäcktsresanden Emil Edler Von Wohlgemuth.